# 鄧廷猷
鄧廷猷（？—？），字汝嘉，號月泉，湖廣武昌府蒲圻縣人，軍籍，明朝政治人物。

## 生平
嘉靖二十五年（1546年）丙午科湖廣鄉試第三十名舉人。嘉靖三十二年（1553年）中式癸丑科會試第九十三名，二甲第三十八名進士。礼部观政，授户部主事，升员外、郎中，官至建昌府知府。四十年十二月以剿倭寇不力，被巡抚胡松弹劾，以不及例调用，遷雲南大理府知府。

## 家族
曾祖鄧琳；祖父鄧澄；父鄧友信，母湯氏（1499年-1569年）。兄廷策（生员）、弟廷佩、廷儒、廷序、廷訓、廷弼。子鄧士達，隆慶庚午科舉人。